# Sardovitrina polloneriana
Sardovitrina polloneriana is een slakkensoort uit de familie van de Vitrinidae. De wetenschappelijke naam van de soort is voor het eerst geldig gepubliceerd in 1897 door Fra Piero.